# Nebulosa da Formiga
A Nebulosa da Formiga (formalmente conhecida como Mz 3 ou Menzel 3) é uma nebulosa planetária na constelação de Norma distante cerca de 3000 anos luz da Terra. O seu nome provém da sua forma, que recorda o tórax e a cabeça de uma formiga.
A Nebulosa da Formiga, uma nebulosa bipolar, é formada por um núcleo brilhante e, pelo menos, quatro fluxos de matéria diferentes. Foram identificados como: um par de brilhantes lóbulos bipolares, dois fluxos opostos muito colimados em forma de coluna, um sistema cônico de estrutura radial e um ténue fluxo radial com a forma de anel.
Alguns investigadores acreditam que a Nebulosa da Formiga alberga uma estrela simbiótica no seu centro. Uma segunda possibilidade é que a virada da estrela moribunda provocasse que o seu intenso campo magnético se enrolasse de um modo complexo; ventos com carga e com velocidades de 1000 km/s -similares ao vento solar, mas muito mais densos- podem ter seguido linhas de campo torcidas no seu caminho para o exterior. Estes densos ventos podem tornar-se visíveis pela luz ultravioleta proveniente da estrela central ou por colisões supersônicas com o gás ambiental que excita o material com fluorescência. Se bem que nenhuma nebulosa é realmente similar a ela, a Nebulosa M2-9 tem certo parecido, embora a velocidade do fluxo na Nebulosa da Formiga é até 10 vezes maior que em M2-9.
A Nebulosa da Formiga foi descoberta por Donald Menzel em 1922.